# Morlanwelz
Morlanwelz ist eine Gemeinde in der Provinz Hennegau im wallonischen Teil Belgiens.
Die Gemeinde liegt zwischen Mons (gut 20 Kilometer westlich) und Charleroi (etwa 20 Kilometer östlich) und besteht aus den Ortschaften Morlanwelz-Mariemont, Carnières und Mont-Sainte-Aldegonde.
Von 1233 bis 1796 bestand in Morlanwelz die Zisterzienserinnenabtei L’Olive.

## Kultur
In Morlanwelz besteht seit 1917 das Musée royal de Mariemont, das aus einer Privatsammlung hervorging. Dort befindet sich auch einer der 12 Abgüsse der Skulptur „Die Bürger von Calais“ von Auguste Rodin, den dieser 1905 selbst anfertigen ließ.

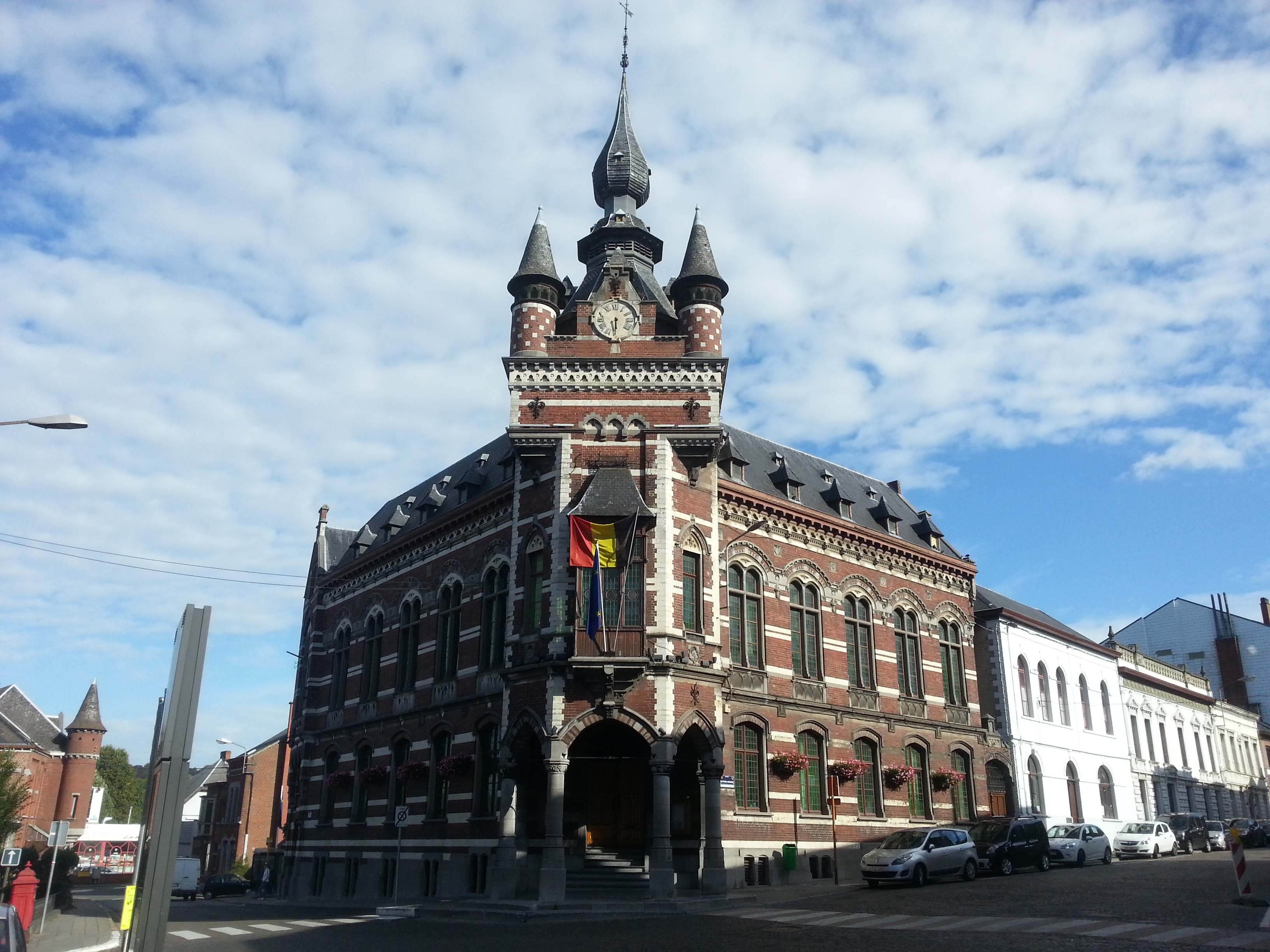
Rathaus Morlanwelz.
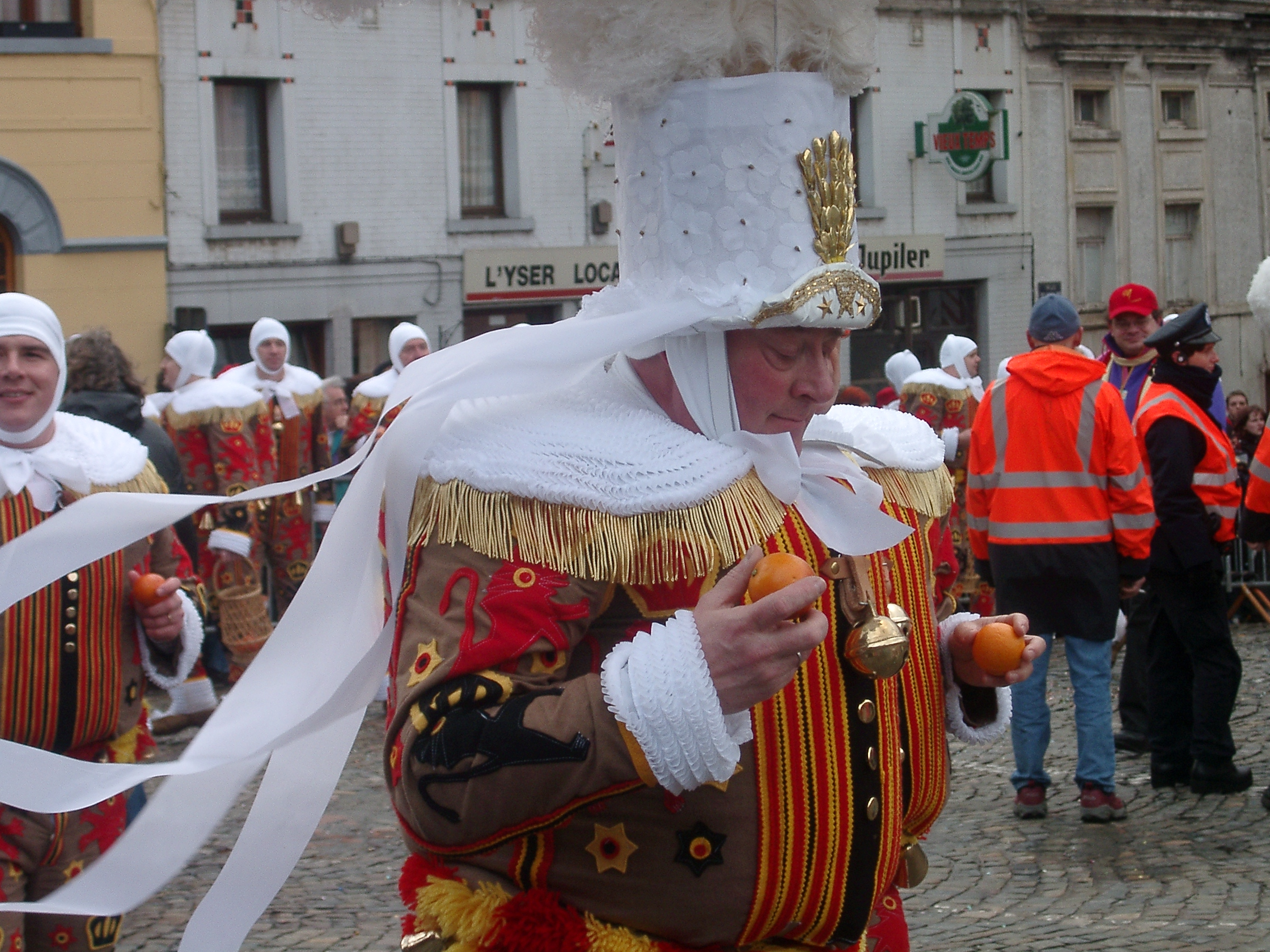
Der Morlanwelz-Karneval mit der originalen Karnevalsfigur Gille aus dem Karneval der Nachbarstadt Binche.

## Gemeindepartnerschaften
- Villarosa, Italien
- Le Quesnoy, Frankreich
- Pleszew, Polen
- Blaj, Rumänien

## Persönlichkeiten
- Otto de Grana (1629–1685), kaiserlicher Heerführer und Diplomat, königlich-spanischer Statthalter in den Spanischen Niederlanden, starb auf Schloss Mariemont in Morlanwelz.
- Maria Elisabeth von Österreich (1680–1741) (1680–1741), Erzherzogin von Österreich und von 1724 bis 1741 Statthalterin der österreichischen Niederlande, starb auf Schloss Mariemont in Morlanwelz.
- Lucien Godeaux (1887–1975), belgischer Mathematiker, ist in Morlanwelz geboren.
- Émile Masson senior (1888–1973), Radrennfahrer, ist in Morlanwelz geboren.
- Alphonse Bougard (1900–1944), römisch-katholischer Geistlicher, NS-Opfer
- Elio Di Rupo (* 1951), Politiker, ist in Morlanwelz geboren.
- Marino Stephano (1974–1999), belgischer Trance-DJ